# (37633) 1993 TG39
1993 TG39 (asteroide 37633) é um asteroide da cintura principal. Possui uma excentricidade de 0.14427290 e uma inclinação de 3.89558º.
Este asteroide foi descoberto no dia 9 de outubro de 1993 por Eric Walter Elst em La Silla.